# Ватрогаство
Ватрогаство је занимање чији је циљ заустављање неконтролисане ватре (пожара). Ватрогасци се боре против ватре како би спасили људске животе, материјална добра и заштитили животну средину. Ватрогаство је занимање које захтева доста вештине. Ватрогасци су професионалци који проводе године вежбајући.
У основи, да би дошло до пожара, потребно је да се испуне три услова (тзв. „троугао паљења“) :
- горива, односно запаљива материја (све оно што се може запалити, природним или неприродним путем)
- извор топлоте (сунце, загрејано окружење)
- кисеоник.

Елиминисањем само једног од ових услова прекида се процес сагоревања.

## Древни Рим
У старом Риму није било градских ватрогасаца. Уместо тога, грађани су били зависни од робова или присталица. Ватрогасна служба се први пут јавља у Августовом добу.